# Welfia regia
Welfia regia là loài thực vật có hoa thuộc họ Arecaceae. Loài này được H.Wendl. miêu tả khoa học đầu tiên năm 1869.

## Hình ảnh

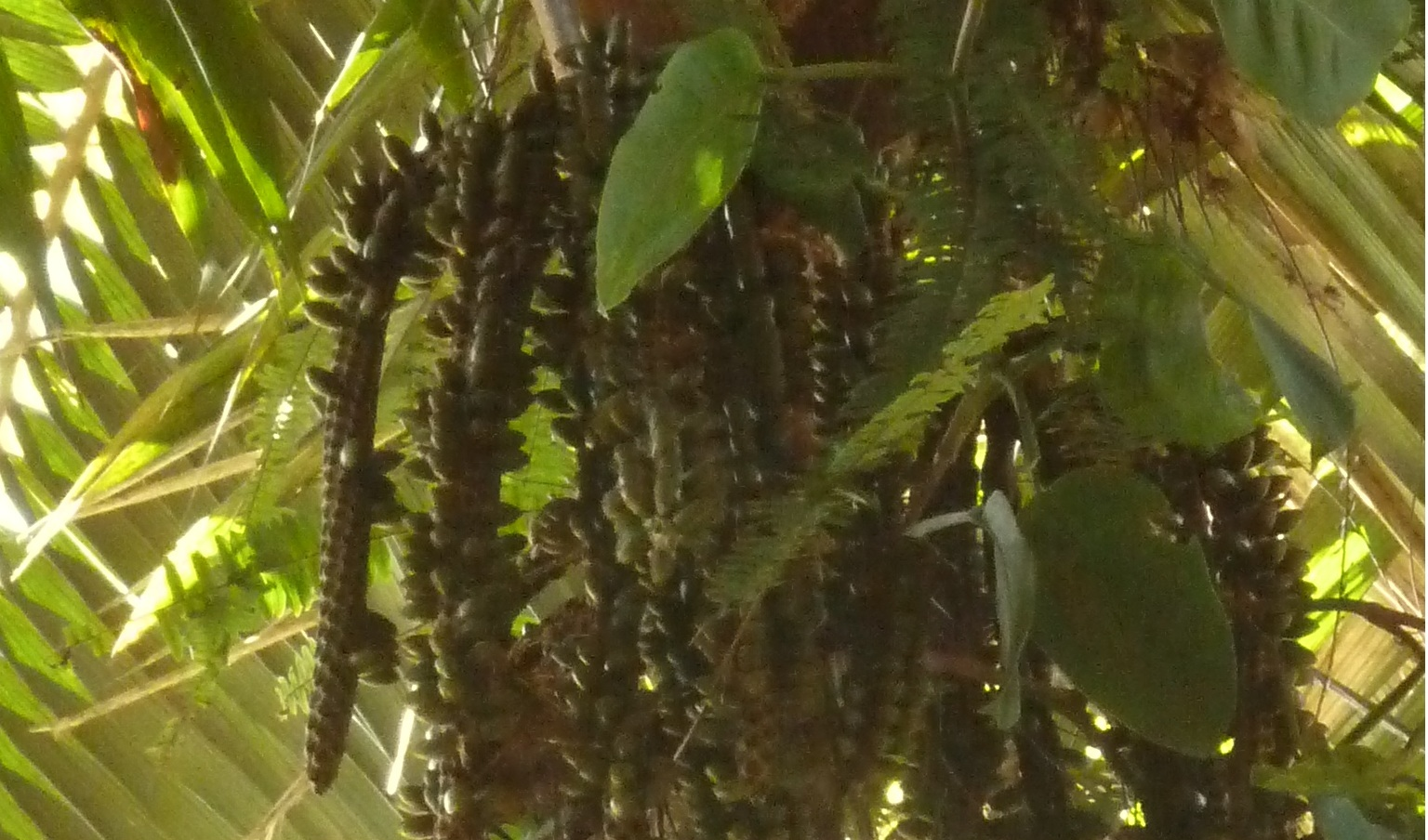
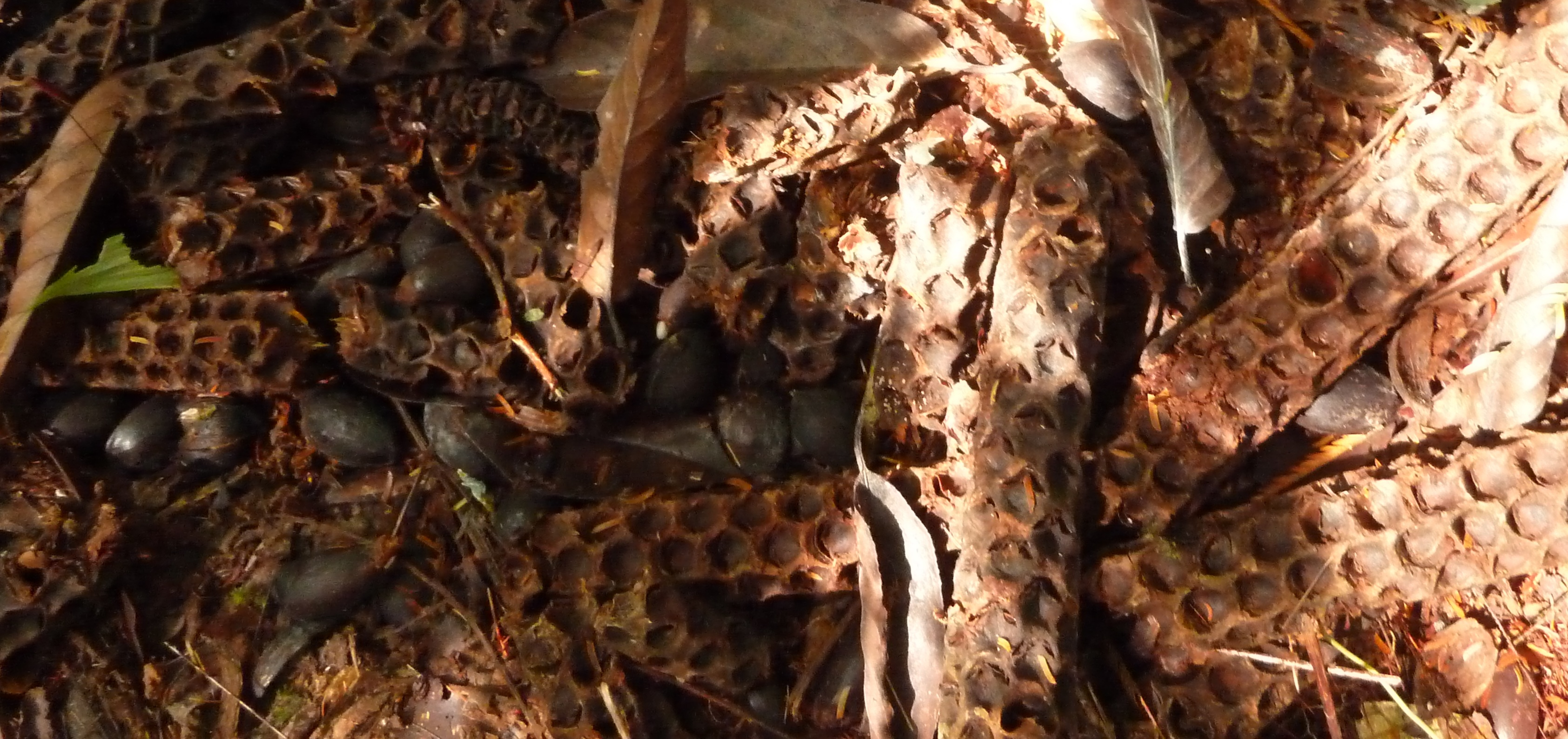
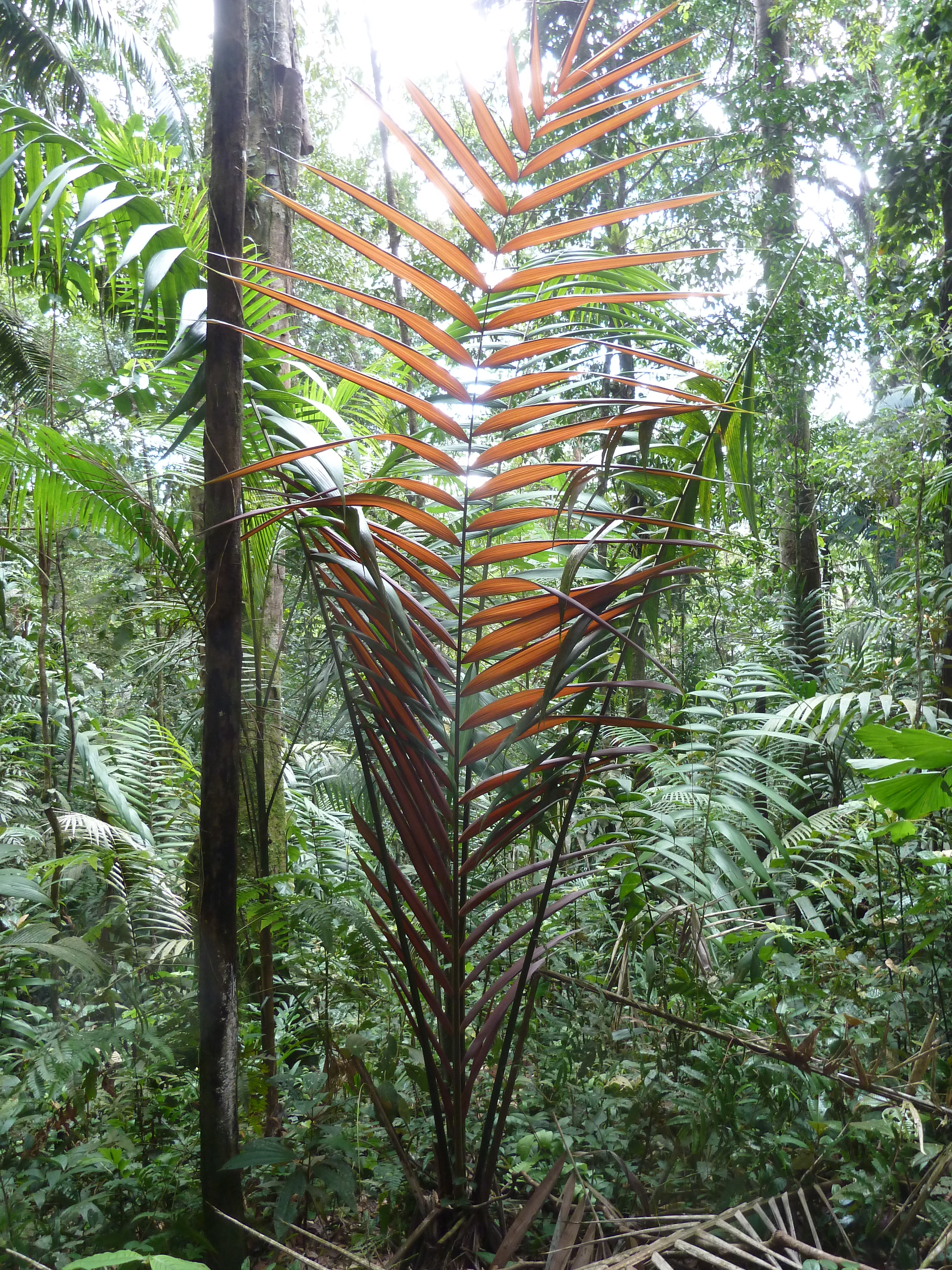
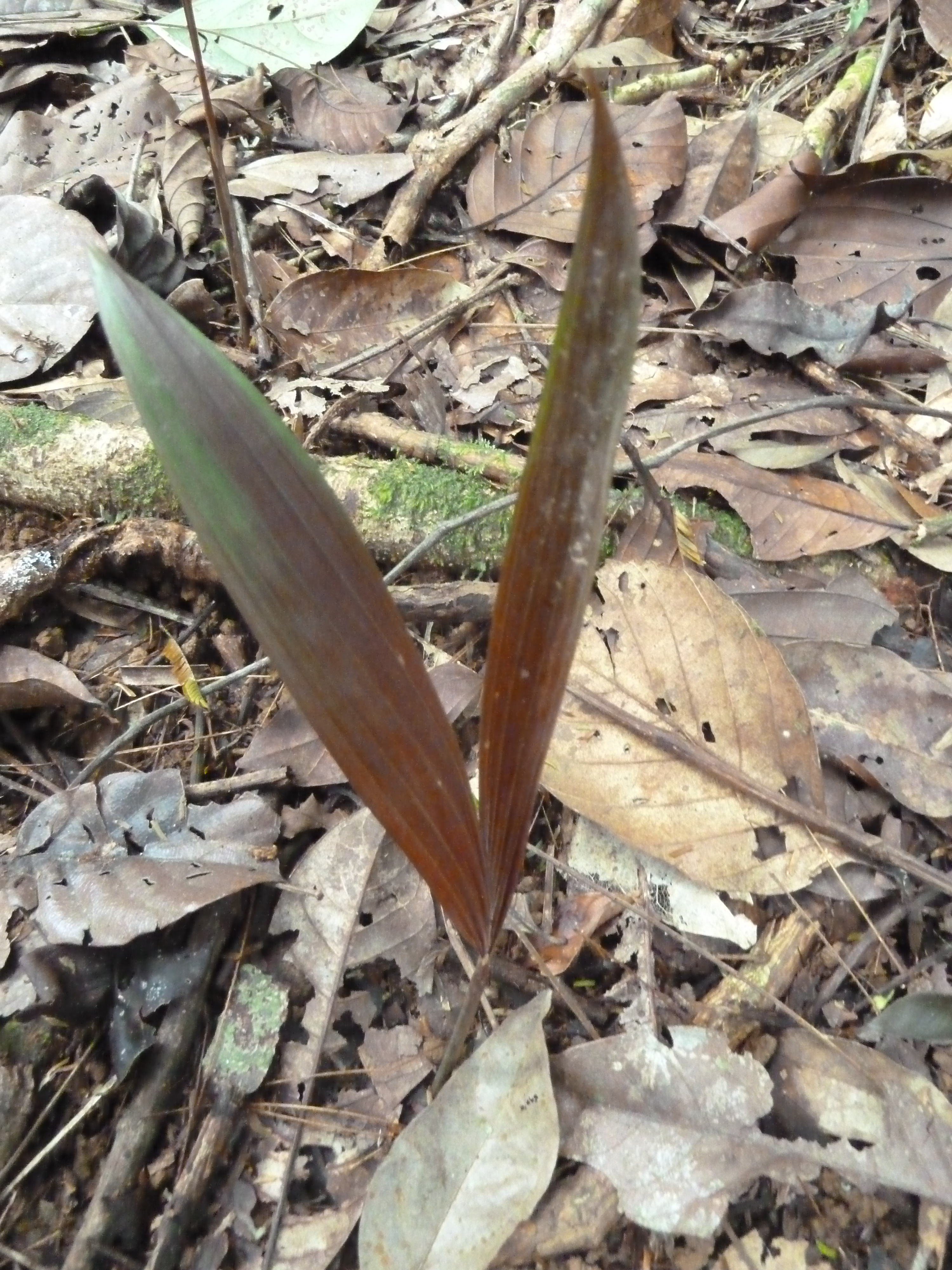